# Lossa
Lossa este o comună din landul Saxonia-Anhalt, Germania.